# Contea di Lop
La contea di Lop (洛浦县S, Luòpǔ XiànP) è una contea della Cina, situata nella regione autonoma di Xinjiang e amministrata dalla prefettura di Hotan.

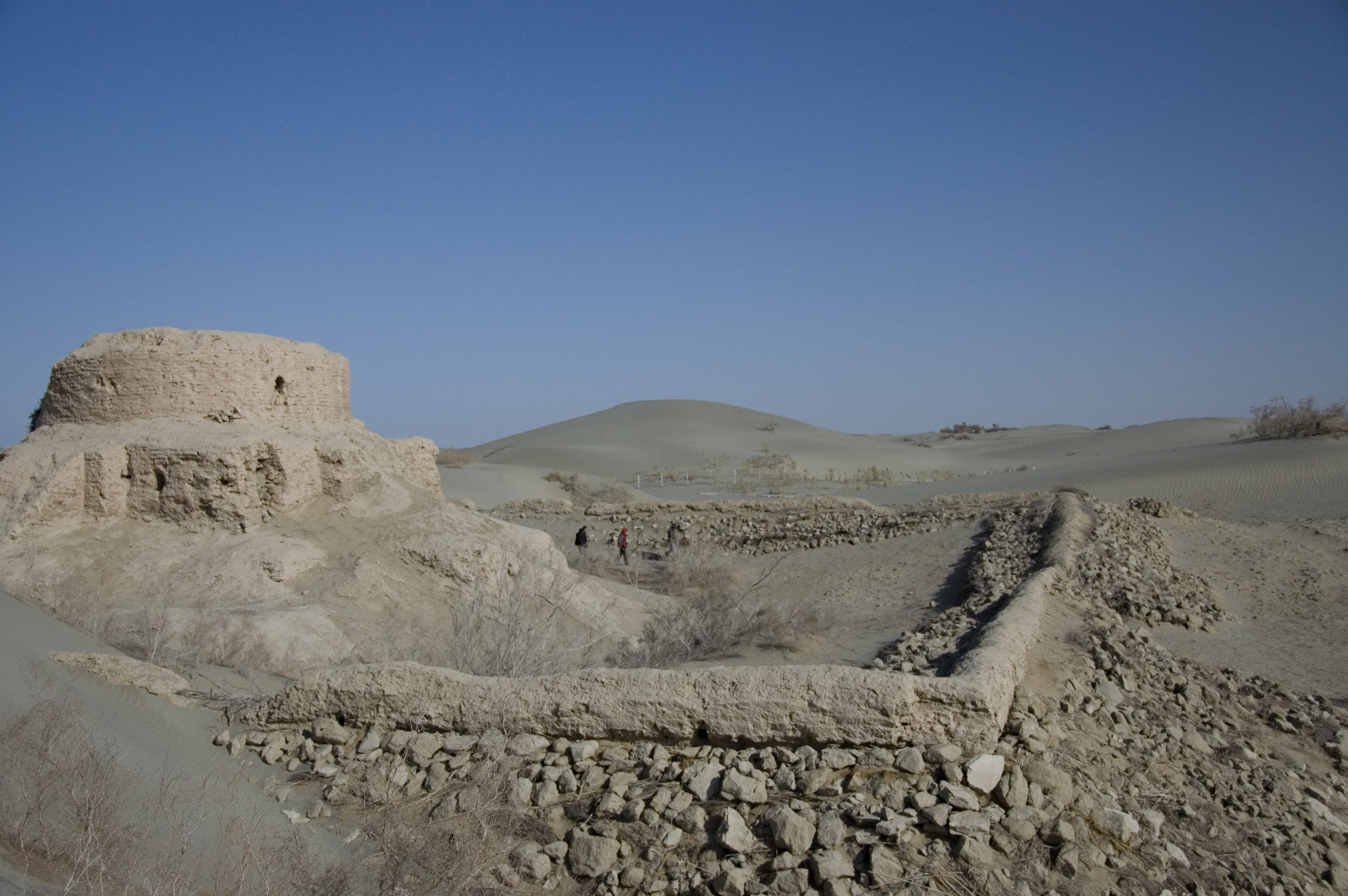